# Saint-Samson-sur-Rance
Saint-Samson-sur-Rance (bret. Sant-Samzun) – miejscowość i gmina we Francji, w regionie Bretania, w departamencie Côtes-d’Armor.
Według danych na rok 1990 gminę zamieszkiwało 1180 osób, a gęstość zaludnienia wynosiła 188 osób/km² (wśród 1269 gmin Bretanii Saint-Samson-sur-Rance plasuje się na 513. miejscu pod względem liczby ludności, natomiast pod względem powierzchni na miejscu 976.).